# کرستین کیلگاس
کرستین کیلگاس (به انگلیسی: Kerstin Kielgass) (زادهٔ ۶ دسامبر ۱۹۶۹) شناگر اهل آلمان شرقی است.